# سیل‌بند کوری
سیل بند کوری مربوط به دوره ساسانیان است و در شهرستان جم، بخش مرکزی، دهستان کوری، روستای کوری واقع شده و این اثر در تاریخ ۲۵ آبان ۱۳۸۷ با شمارهٔ ثبت ۲۳۸۶۹ به‌عنوان یکی از آثار ملی ایران به ثبت رسیده است.